# Nieuwbrug (Westerkwartier)
Nieuwbrug is een buurtschap in de gemeente Westerkwartier in de Nederlandse provincie Groningen. Nieuwbrug valt onder het dorp Den Horn dat tot 1990 bij de voormalige gemeente Aduard hoorde. De buurtschap ligt aan een zijtak van het Aduarderdiep, de Zuidwending, die een verbinding vormt tussen het Aduarderdiep en het Hoendiep (bij de Poffert). Nieuwbrug omvat een boerderij, een woning en een aantal woonschepen. Ten oosten van de buurtschap ligt een natuur- en broedgebied.

## Geschiedenis
In de 20e eeuw vormde Nieuwbrug een wachtplaats voor schepen die moesten lossen bij de Hoogkerkse suikerfabriek en de papierfabriek De Halm. Later kwamen er woonschepen te liggen. Rond 2000 was Nieuwbrug verpauperd en vormde het domein van junks en alcoholisten uit de stad Groningen. De bewoners van de woonboten hadden eerst geen gas en electra. Pas nadat ze dreigden een groot dieselaggregaat naar Nieuwbrug te brengen, greep de gemeente in en legde gas en electra aan.
Bij het huis in het noorden van de buurtschap heeft tussen 1816 en 1880 een watermolen gestaan die de polder De Kleine Eendragt bemaalde. De molen is afgebroken.

## Nieuwe brug
De naam Nieuwbrug verwijst naar de 'nieuwe brug' over het Aduarderdiep, die onderdeel vormde van een van de handelsroutes tussen Groningen en Leeuwarden. Dit Aduarderdiep werd mogelijk rond 1415, maar mogelijk ook al eind 13e eeuw aangelegd door monniken van het klooster van Aduard in aansluiting op de meanderende benedenloop van het Peizerdiep. In een oorkonde uit 1313 wordt gesproken over "twe brucgen, dhe ene kerckbrucge ende de ander waegenbrucge, dhe dhar over dat silve dyep licgen", waarmee mogelijk de Steentil en de brug bij Leegkerk over het Aduarderdiep bedoeld werden. Volgens Ter Laan werd de nieuwe brug 'over het Aduarder Diep in de weg van Den Horn naar Dorkwerd' echter pas aangelegd in 1436. 'nieuwe' verwijst waarschijnlijk naar het feit dat ervoor, mogelijk iets oostelijker, al een brug heeft gelegen over de Hunsinge, de vroegere benedenloop van het Peizerdiep, dat met het graven van het Aduarderdiep werd afgesneden.
Op 17e en 18e-eeuwse kaarten is op deze plek een stenen boogbrug met twee bogen zichtbaar. In 1826 werd deze stenen brug vervangen door een smalle houten klapbrug, die in 1858 weer vervangen werd door een ijzeren draaibrug.
De brug werd bediend door een brugwachter die de passagegelden moest innen. Deze functie werd elke paar jaar opnieuw verpacht. In 1723 werd In 1855 werd een nieuwe brugwachterswoning naast de brug gebouwd. De brugwachter bestierde ook een herberg bij de brug. In 1723 probeerde de eigenzinnige Jan Cornelis Schatter hier een bijeenkomst te beleggen met de boeren van Leegkerk om deze over te halen om hem te steunen in het opeisen van rechten in het gebied in plaats van zijn rivaal jonker Evert Joost Lewe. In plaats van de boeren kwamen echter de 'bieze-jagers' van Lewe, die hem arresteerden. De herberg bestond begin 20e eeuw nog als café 'Nieuwe Brug'.
Tijdens de Duitse aanval op Nederland in 1940 werd de brug op 10 mei opgeblazen door Nederlandse troepen om zo te pogen de Duitse opmars te vertragen. Na de oorlog werd de brug niet weer herbouwd omdat het meeste verkeer inmiddels via andere wegen om Leegkerk heen reed. De brugwachterswoning werd waarschijnlijk ook rond 1940 gesloopt. Bij de kanalisering van het Aduarderdiep in de jaren 1950 werd de plek waar de brug vroeger lag vergraven tot een groot slibdepot. Tussen 2008 en 2009 werd de brug iets verderop herbouwd als fietsbrug om Leegkerk vanaf deze kant weer bereikbaar te maken en zo een nieuwe fietsverbinding tussen het Westerkwartier en de stad Groningen te realiseren. Deze Tichelwerkbrug kostte ongeveer 1 miljoen euro.
In 2014 werd een plan gelanceerd om het aangrenzende slibdepot om te vormen tot een  recreatiegebied met de naam 'Speelwerd'.

## Tichelwerk
De huidige brug is vernoemd naar een vroegere steenbakkerij die eind 16e eeuw wordt genoemd nabij de brug. In 1589 en 1590 wordt gesproken over 'Doe Tichelers steenovens' toen de Spaanse bezetting van Groningen er een klein schansje lieten opwerpen om Staatse troepen vanuit de schans Enumatil ervan te weerhouden om er vee weg te halen van burgers uit de stad Groningen. In 1596 zou de steenbakkerij mogelijk zijn opgeheven. Dit tichelwerk zou volgens Kat gestaan kunnen hebben op een perceel ten noorden van de manege aan de Aduarderdiepsterweg 22, ten zuiden van vroegere brug. Dit perceel is in 1992-93 door de toenmalige eigenaar opgehoogd en geëgaliseerd.

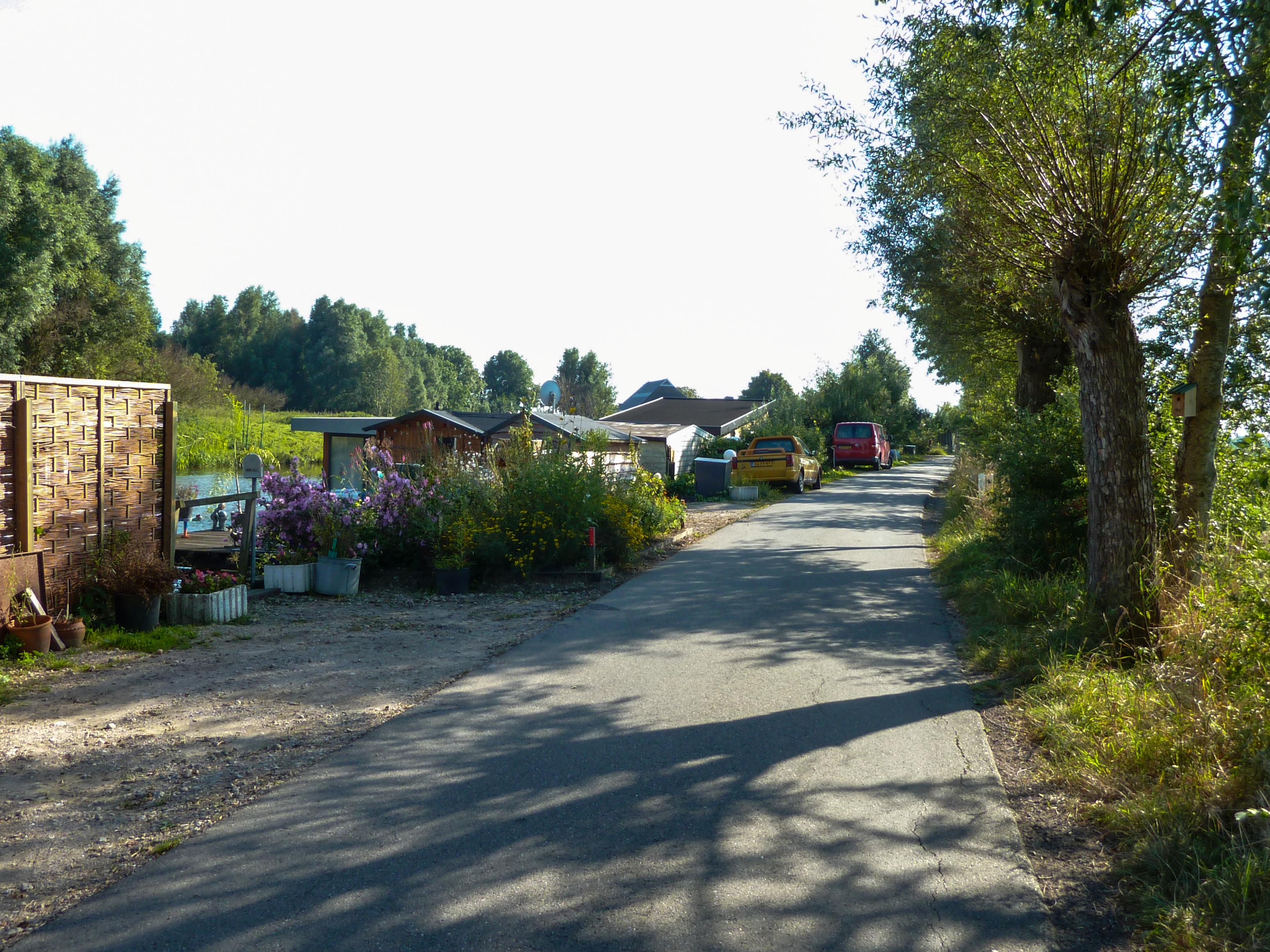
Nieuwbrug
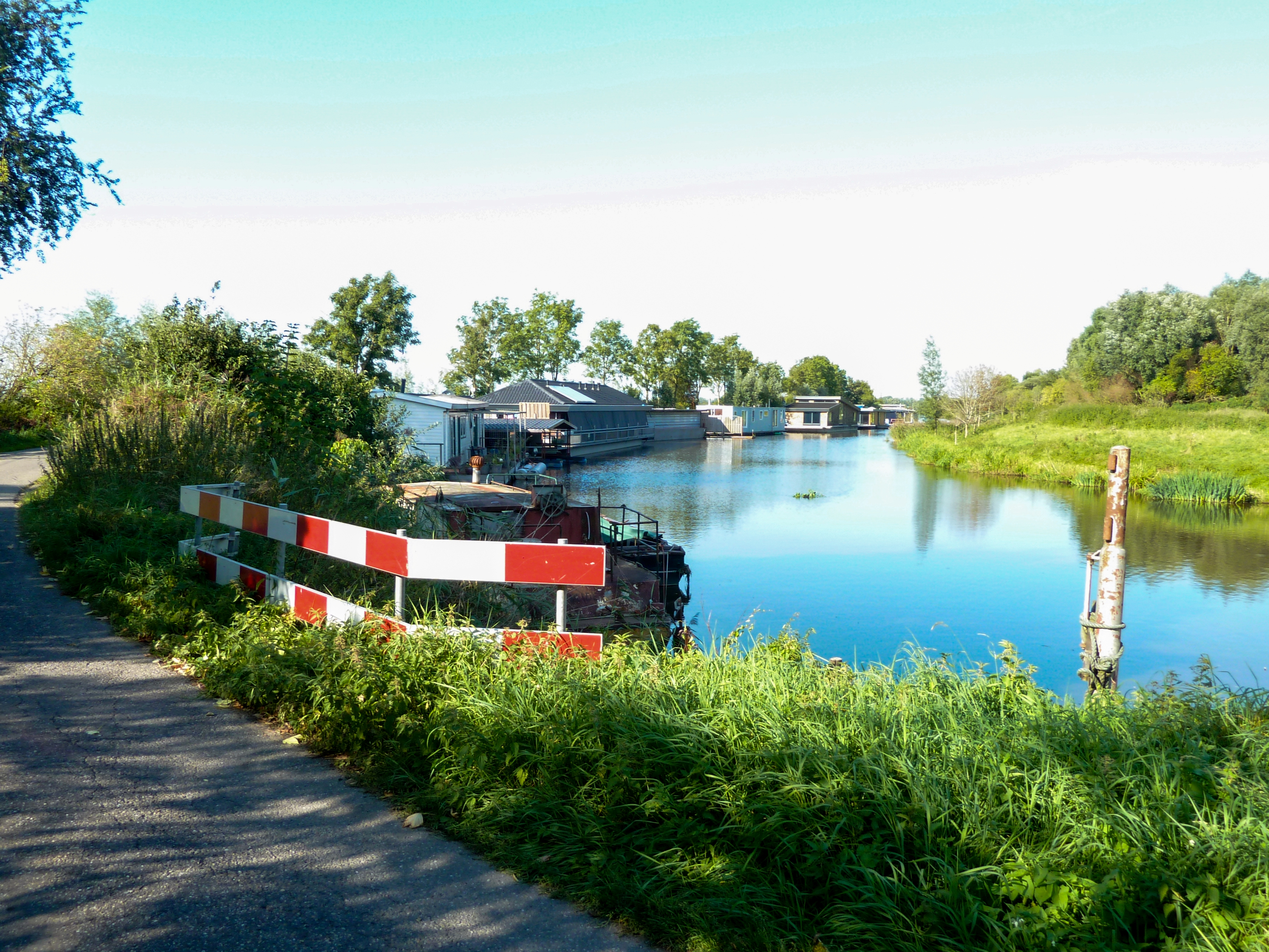
Woonboten bij Nieuwbrug
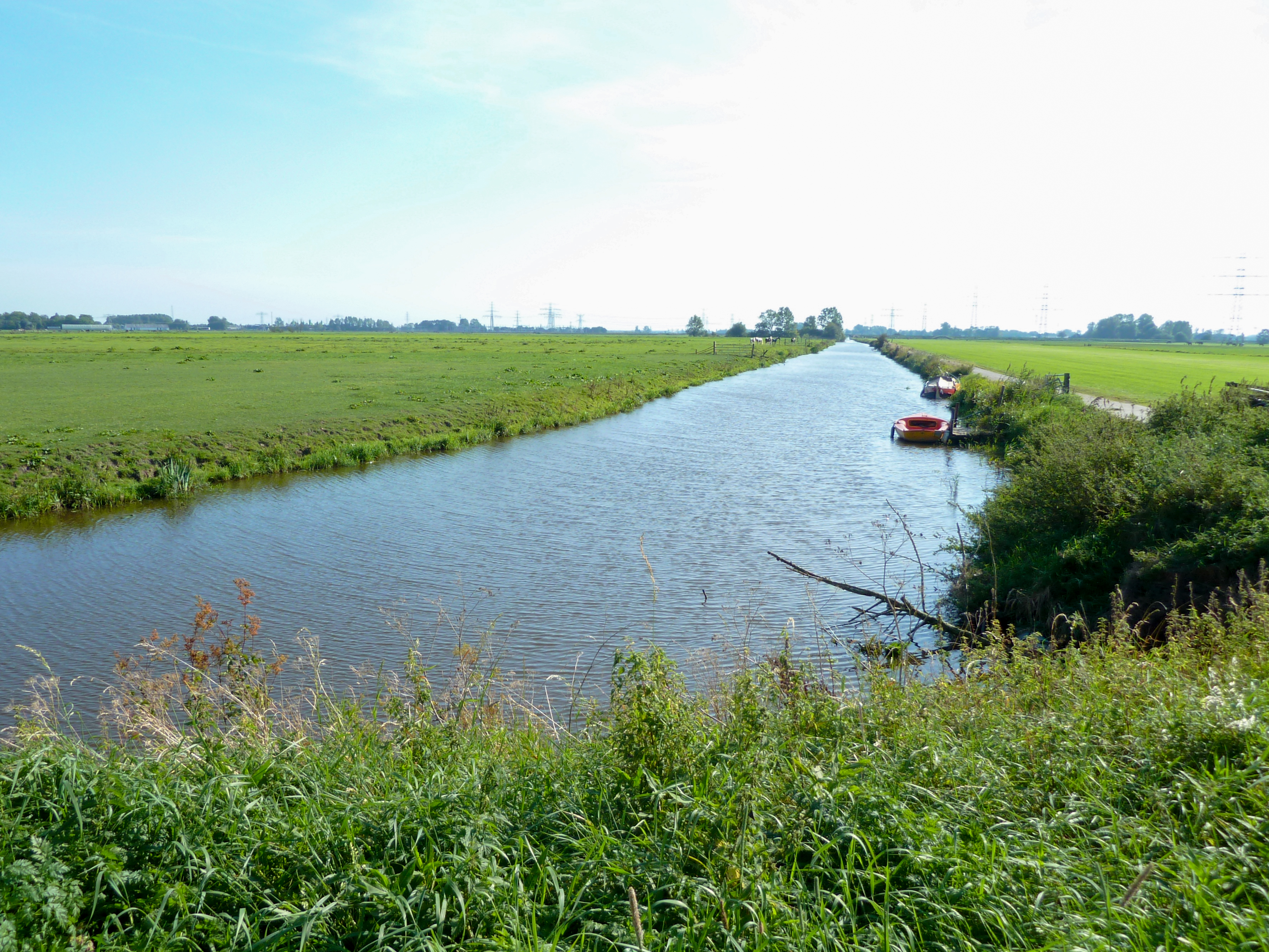
De Zuidwending vanaf Nieuwbrug richting De Poffert